# Jacques-Polycarpe Morgan
Pour les articles homonymes, voir Morgan.
Jacques Polycarpe Morgan, né le 26 janvier 1759 à Amiens (Picardie), mort le 27 juin 1843 à Chamarande (Essonne), est un général français de la Révolution et de l’Empire.

## États de service
Descendant d'une famille bourgeoise anoblie, il entre en service en 1777 comme cadet au régiment de Dillon. Il intègre en 1782 la légion du Luxembourg avec le grade de capitaine. En poste à Brest, puis à Lorient, il est arrêté pour avoir quitté son affectation en février 1783. On le retrouve en 1792 comme aide de camp surnuméraire du général Dumouriez sous les ordres duquel il sert à l'armée de Belgique.
Le 28 février 1793, il est nommé commandant provisoire du 2e corps des hussards de la liberté par le général Dumouriez commandant l’armée du Nord. Sa nomination est approuvée le 1er mars suivant. Il est blessé le 18 mars à la bataille de Neerwinden. Le 4 juin, il passe chef de brigade au 10e régiments de hussards. Il est blessé à la bataille de Menin le 13 septembre suivant, lors de la prise de la redoute d'Halluin. Le 25 septembre, il est démis de ses fonctions sur dénonciation du chef d’escadron Vidal comme homme de confiance de Dumouriez. Il est rétabli dans ses attributions le 18 décembre.
Il est promu général de brigade provisoire le 10 mars 1795 à l’armée du Nord, et il est confirmé dans son grade le 13 juin suivant. Du 1er juin au 30 septembre, il commande Anvers, et du 5 au 11 octobre il prend le commandement d’Ypres. Le 11 octobre 1795, il est renvoyé de l’armée pour avoir soutenu l’Insurrection royaliste du 13 vendémiaire an IV, et le 4 septembre 1797, il est compris dans la liste des personnes déportées à l’île d’Oléron. Libéré en janvier 1801, il est autorisé à reprendre du service dans l’armée le 27 avril 1802, et il est mis à la disposition du ministre de la marine et des colonies le 14 août avant de faire partie du voyage à Saint-Domingue le 23 décembre 1802.
Le 30 juin 1803, il se rend dans la partie sud de l'île de Saint-Domingue pour en prendre le commandement, à bord de la frégate la Créole. Celle-ci est attaquée par cinq navires de guerre britanniques et il est fait prisonnier. Il est de retour en France en janvier 1804 à la suite d'un échange de prisonniers. Il est fait chevalier de la Légion d’honneur le 25 mars 1804 et le 28 avril, il est mis à la disposition du ministre de la guerre. Le 15 mai 1804, il est désigné comme commandant du département de la Haute-Garonne et le 14 juin il est élevé au grade de commandeur de la Légion d’honneur.
Le 9 février 1806, il commande le département de l’Ariège puis le 29 mars 1807 le département de la Sarthe. Le 21 avril 1809, il est impliqué indirectement dans la délivrance de faux certificats et il est envoyé au camp de Boulogne. Le 19 mai, il est nommé commandant de la côte entre Calais et Dunkerque. Le 21 novembre 1810, il est affecté à l’armée du royaume de Naples et le 22 août 1811 mis en congé pour maladie. Le 10 décembre 1811, il rejoint l’armée d’Espagne et le 18 mai 1813, il est mis dans le corps d’observation de l’armée d’Italie, mais ne rejoint pas son poste. Le 7 février 1814, il est désigné comme commandant de la garde nationale de la 15e brigade à Soissons, mais de nouveau ne rejoint pas son affectation sous prétexte d’un manque d’argent pour voyager.
Lors de la première Restauration, il est fait chevalier de Saint-Louis le 17 septembre 1814, et commandant à Landrecies.
Pendant les Cent-Jours, il est mis le 7 juin 1815 à la disposition du général Gazan, commandant la 16e division militaire, pour diriger la défense de la Somme. Il est admis à la retraite le 4 septembre 1815. Il est nommé général de division honoraire le 8 mars 1818.
Il meurt le 27 juin 1843 à Chamarande.

## Sources
- (en) « Generals Who Served in the French Army during the Period 1789 - 1814: Eberle to Exelmans »
- Thierry Pouliquen, « Les généraux français et étrangers ayant servis [sic] dans la Grande Armée » (consulté le 28 juillet 2014)
- Jacques Polycarpe Morgan  sur roglo.eu
- « Cote LH/1936/38 », base Léonore, ministère français de la Culture
- (pl) « Napoléon.org.pl »
- Louis-Gabriel Michaud, Biographie des hommes vivants où histoire par ordre alphabétique, tome 4, Michaud libraire éditeur, 1818, p. 509.
- Georges Six, Dictionnaire biographique des généraux & amiraux français de la Révolution et de l'Empire (1792-1814) Paris : Librairie G. Saffroy, 1934, 2 vol.